# Omar Sampedro
Omar Sampedro Bernardo (Avilés, Asturias, España, 5 de junio de 1985) es un futbolista español que juega como delantero en la U. D. Llanera de la Tercera División de España.

## Trayectoria
Se formó en las categorías inferiores del Real Oviedo hasta el año 2003, momento en que pasó al equipo juvenil del Real Sporting de Gijón, con el que se proclamó campeón de la División de Honor y logró conquistar la Copa de Campeones en la campaña 2003-04. En la temporada 2004-05 se incorporó al Real Sporting de Gijón "B", por aquel entonces en Tercera División, donde anotó quince goles en los veinticinco partidos que disputó. Además, también llegó a debutar con el Real Sporting de Gijón en Segunda División durante esa misma campaña. Posteriormente, estuvo un año cedido en el Zamora C. F. A su regreso al conjunto rojiblanco pasó a formar parte de la primera plantilla durante las siguientes tres temporadas y consiguió el ascenso a Primera División en la 2007-08.
En la máxima categoría tuvo participación en cuatro encuentros de la Liga hasta que decidió abandonar el club en enero de 2009 para fichar por el C. D. Castellón. En la temporada 2009-10 regresó a la Segunda División B para incorporarse a las filas de la S. D. Ponferradina, equipo con el que consiguió el ascenso a la categoría de plata. Sin embargo, no continuó en el club y fichó por el Pontevedra C. F. para la campaña 2010-11. En enero de 2011 abandonó la escuadra gallega para jugar durante la segunda vuelta en el C. D. Teruel. Posteriormente, en la temporada 2011-12, fue contratado por el Huracán Valencia C. F. y disputó la promoción de ascenso a Segunda, en la que su equipo fue eliminado por el Lucena C. F. en la primera ronda. El 20 de junio de 2012 se confirmó su traspaso al C. D. Alcoyano aunque, en enero de 2013, regresó a las filas del Huracán Valencia y participó por segunda vez en la fase de ascenso a la categoría de plata, en la que no pudieron superar al Real Jaén C. F. en la eliminatoria final.
Tras concluir su contrato con el equipo valenciano, firmó por dos temporadas con el Real Avilés C. F. y disputó nuevamente un play-off de ascenso a la Segunda División, en la que perdieron ante la U. E. Llagostera en la segunda eliminatoria. En agosto de 2015 fichó por el Club Marino de Luanco y una temporada después lo hizo por el U. P. Langreo.

## Clubes
| Club                       | País   | Año       |
| -------------------------- | ------ | --------- |
| Real Sporting de Gijón "B" | España | 2004-2005 |
| Zamora C. F.               | España | 2005-2006 |
| Real Sporting de Gijón     | España | 2006-2009 |
| C. D. Castellón            | España | 2009      |
| S. D. Ponferradina         | España | 2010      |
| Pontevedra C. F.           | España | 2010-2011 |
| C. D. Teruel               | España | 2011      |
| Huracán Valencia C. F.     | España | 2011-2012 |
| C. D. Alcoyano             | España | 2012-2013 |
| Huracán Valencia C. F.     | España | 2013      |
| Real Avilés C. F.          | España | 2013-2015 |
| Club Marino de Luanco      | España | 2015-2016 |
| U. P. Langreo              | España | 2016-2019 |
| U. D. Llanera              | España | 2019-     |